# Marø Cliffs
Marø Cliffs är ett stup i Antarktis. Det ligger i Östantarktis. Argentina och Storbritannien gör anspråk på området. Marø Cliffs ligger 492 meter över havet.